# Volker Mauersberger
Volker Mauersberger  (* 18. Juli 1939 in Weimar; † 23. September 2021) war  ein deutscher Journalist und Autor.

## Karriere
Volker Mauersberger studierte nach einem Volontariat bei der Gevelsberger Zeitung/Ennepetaler Zeitung Sozialwissenschaften mit Schwerpunkten Politische Wissenschaft und Öffentliches Recht an den Universitäten Münster und Göttingen, das er 1967 mit dem Examen als Diplom-Sozialwirt abgeschlossen hat. Während seiner Studienzeit absolvierte er ein neunmonatiges Volontariat beim Westdeutschen Rundfunk in Köln, der ihn 1968 als Redakteur für Innen- und Außenpolitik anstellte. Zugleich begann er am Göttinger Institut für Politische Wissenschaft seine Dissertation über „Rudolf Pechel und die Deutsche Rundschau“, die auf der Basis bis dahin unbekannter Nachlassakten bewies, dass der als Nazi-Widerständler gefeierte Pechel tatsächlich ein geheimer NS-Kollaborateur war, der schon 1921 ein Treffen zwischen Hitler und konservativen Intellektuellen organisierte. Nach einem einjährigen Studienaufenthalt als Stipendiat der Eisenhower Exchange Fellowships (1973) in Philadelphia, wo er sich mit den Ursachen des "American conservatism" beschäftigte, und einer Forschungsreise durch die USA als Stipendiat der Hamburger Bucerius-Stiftung und des John-Mc-Cloy Austauschprogramms (1974) wurde er 1977 Korrespondent des ARD-Hörfunks und der ZEIT in Madrid. Vorher hatte er als WDR-Sonderkorrespondent aus West-Berlin, über die deutsch-polnischen Vertragsgespräche aus Warschau (1973) sowie über die portugiesische Revolution aus Lissabon (1974) berichtet. Nach sechs Jahren in Spanien wechselte er 1983 als neu gewählter Chefredakteur Hörfunk zu Radio Bremen. 1987 kehrte er als Korrespondent für die ARD und die ZEIT als stellvertretender Studioleiter nach Madrid zurück.
Nach seiner Rückkehr nach Deutschland, wo er 1992 in Bonn das Gemeinschaftsstudio von Radio Bremen und dem Ostdeutschen Rundfunk Brandenburg aufbaute, widmete er sich berufsbegleitend dem späteren Buchprojekt Hitler in Weimar – Der Fall einer deutschen Kulturstadt, das die eigene Familiengeschichte zum Gegenstand hat. Der Vater Horst Mauersberger war als Mitglied der SS von 1938 bis 1941 am Aufbau des Vernichtungslagers Buchenwald beteiligt. Als ausgebildeter Falkner war er für den Falkenhof des Lagers verantwortlich, der dem Wachpersonal des Lagers zur „allgemeinen Zerstreuung“ diente, wie es in einer damaligen Verlautbarung offiziell hieß. Nach einer Auseinandersetzung mit einem Vorgesetzten wurde er 1938 in das KZ Natzweiler bei Straßburg strafversetzt, um sich später zu einer SS-Propaganda-Kompanie nach Berlin versetzen zu lassen. „Die seelische Belastung war zu groß für mich“, so hat er später diesen Wechsel gerichtlich begründet, der ihm nach Kriegsende eine fünfjährige Haftstrafe einbrachte. Wie konnte eine Parteinahme für die NSDAP und die SS so früh bei einem kaum Dreiundzwanzigjährigen gelingen, der aus einem bürgerlichen Bildungshaushalt kam? Ausgerechnet in Weimar, der angeblichen „Hochburg des deutschen Geistes“, wo die Familie des Autors seit langem ansässig war? Diese Frage zog sich wie ein roter Faden durch das Buch, das mit einem Bürgertum abrechnet, das Hitler früh zugejubelt hat. „Ausgangspunkte sind biografische Bezüge zu der Stadt und den dort erlebbaren Widersprüchen deutscher Klassik und deutscher Konzentrationslager. Bis in den Stil hinein gelingt es dem Autor, die so oft gestellten Fragen bedrängend und neu zu stellen“, so die Fachzeitschrift Literaturkritik. Nach der Publizierung des Werkes, das 1999 in Weimar durch den damaligen thüringischen Ministerpräsidenten Bernhard Vogel und in Bonn durch Bundestagspräsidentin Rita Süssmuth vorgestellt wurde, widmete sich der Autor bevorzugt historischen Themen. Nach seiner Pensionierung (2004) lehrte er als Gastdozent am Institut für Publizistik der Universität Münster, bevor er eine Biografie über den Bremer Ex-Bürgermeister Henning Scherf publizierte, den er als „Protagonisten zwischen Politik und Moral“ porträtierte. Im Jahr 2010 gehörte er zum Unterstützerkreis für die Wahl von Joachim Gauck zum Bundespräsidenten. Gleichzeitig erfolgte die Veröffentlichung seines Doku-Krimis Kalte Wut. Der Fall Ellen Rinsche, für den er ein authentisches Verbrechen aus seiner früheren Heimatstadt dokumentierte. „Deutsche Geschichte am Beispiel eines Kriminalfalls. Der Autor kann erzählen, als ob die Leute auf ihn gewartet hätten“, lobte die FAZ.
Mauersberger war verheiratet, hat einen Sohn und zwei Töchter und lebte wechselweise in Bonn und Madrid, von wo er für einzelne Sender der ARD sowie den „Blog der Republik“ über Ereignisse in Spanien und Portugal berichtete. Er starb im September 2021 im Alter von 82 Jahren.

## Werke
- Kalte Wut. Der Fall Ellen Rinsche. Aufbau-Taschenbuch, Berlin 2014, ISBN 978-3-7466-3003-8.
- Volker Mauersberger, Kalte Wut. Der Fall Ellen Rinsche. Hermann Josef Emons Verlag, Köln 2009. ISBN 978-3-89705-626-8
- Volker Mauersberger: Franco-Diktatur: Blutiger Morgen. In: Die Zeit. 28. November 2013, abgerufen am 5. Oktober 2020.
- Wie Vater und Sohn. Über Felipe Gonzalez und Willy Brandt. In: Die Zeit, 14. November 2013, Nr. 47 Dossier Geschichte
- El Pais steht für ein demokratisches Spanien. In: Norbert Bicher, Alfons Pieper (Hrsg.): Zeitung unter Druck. Plädoyer für ein Kulturgut. epubli, Berlin 2013, ISBN 978-3-8442-7293-2.
- Zwischen den Zeilen – Rudolf Pechel und sein publizistischer Kampf für Freiheit und Recht. In: Christoph Studt (Hrsg.): Diener des Staates oder Widerstand zwischen den Zeilen? Die Rolle der Presse im Dritten Reich (= Schriftenreihe der Forschungsgemeinschaft 20. Juli 1944. Band 8). LIT Verlag, Berlin 2007, ISBN 978-3-8258-9781-9.
- Der Neugierige. Ein Porträt des Journalisten Gerd Ruge. Erstsendung ARD am 27. Oktober 2002, Nordwestradio, Mit Statements von Peter Merseburger, Thomas Roth, Carola Stern und anderen.
- Henning Scherf. Zwischen Macht und Moral. Eine politische Biografie. Edition Temmen, Bremen 2007, ISBN 978-3-86108-369-6.
- Volker Mauersberger: Thüringen 1930: Bürger Hitler. In: Die Zeit. 24. Februar 2000, abgerufen am 5. Oktober 2020 (Wie Thüringens Konservative 1929/30 eine kleine populistische Partei koalitionsfähig machten.).
- Hitler in Weimar. Der Fall einer deutschen Kulturstadt. Rowohlt Berlin, Berlin 1999, ISBN 978-3-87134-340-7.
- Spanien – Wandel nach Europa. Aarau 1991, ISBN 3-85502-393-X.
- Spanien und Portugal. In: Jahrbuch der Europäischen Integration 1981. Hrsg. von Werner Weidenfeld und Wolfgang Wessels, Bonn 1982, ISBN 3-7713-0191-2.
- Schwarze in den Südstaaten. In: Den "American Way of Life" entlang. Berichte deutscher Journalismus-Stipendiaten des John-J.-McCloy Austauschprogramms. Geleitwort von Theo Sommer. 1989, ISBN 3-87061-322-X.
- Wie links dürfen Jusos sein? Vom Bürgerschreck zur Bürgerinitiative, Reinbek 1974, ISBN 3-499-11769-X.
- Rudolf Pechel und die Deutsche Rundschau. Eine Studie zur konservativ-revolutionären Publizistik in der Weimarer Republik (1918–1933) (= Studien zur Publizistik. Band 16). Schünemann, Bremen 1971, ISBN 3-7961-3023-2. Zugleich Dissertation, Universität Göttingen, Wirtschafts- u. Sozialwissenschaftliche Fakultät, 1970
- Berlin W 30, Motzstraße 22. Der Juni-Klub: Konservative Revolutionäre in der Weimarer Republik (I). In: PUBLIK, Nr. 34, 3. Jahrgang, 21. August 1970, S. 19.
- Offiziere ohne Heer. Konservative Revolutionäre in der Weimarer Republik (II). In: PUBLIK, Nr. 35, 3. Jahrgang, 28. August 1970, S. 19.